# C'est drôle c'que j'plais
C'est drôle c'que j'plais est un album de l'acteur français Jean Lefebvre sorti en 1995 sur le label Tréma.

## Morceaux
| No  | Titre                                    | Musique                                                               | Durée |
| --- | ---------------------------------------- | --------------------------------------------------------------------- | ----- |
| 1.  | La tendresse                             | Noël Roux / Hubert Giraud                                             | 3:44  |
| 2.  | Les gens riaient                         | Raymond Mamoudy - Fernand Raynaud / Marcel Rossi                      | 3:38  |
| 3.  | Le rêveur                                | C. O'Hara - P. Delanoë / Johnny Williams - Dominique Pankratoff       | 2:58  |
| 4.  | La vie n'a pas le temps                  | C. O'Hara / Dominique Pankratoff                                      | 4:32  |
| 5.  | C'est drôle c'que j'plais                | C. O'Hara / Dominique Pankratoff                                      | 3:28  |
| 6.  | Un dur, un vrai, un tatoué               | Jean Manse / Casimir Oberfeld                                         | 2:32  |
| 7.  | Les haricots                             | Raymond Vincy / Francis Lopez de l'opérette "La Route fleurie"        | 3:16  |
| 8.  | Un clair de lune à Maubeuge              | Pierre Perrin / Pierre Perrin - Claude Blondy                         | 2:55  |
| 9.  | Le p'tit quinquin « L'canchon dormoire » | Alexandre Desrousseaux - Arrangements et harmonisation: R. Leersnyder | 2:18  |
| 10. | Cantate à « Jean Bart »                  | Joseph Fontemoing / D. Riefenstahl                                    | 5:08  |